# Perché proprio a me?
Perché proprio a me? (Why Me?) è un film del 1990 diretto da Gene Quintano.
È un film commedia d'azione statunitense con Christopher Lambert, Kim Greist e Christopher Lloyd.

## Trama
Il ladro Gus si trova diviso tra la fidanzata, che vuole che abbandoni la via del crimine, e il padre di lei, con il quale ha appena rubato da una gioielleria la "Fiamma di Bisanzio", una gemma sparita da secoli, in procinto di essere restituita ai legittimi proprietari: i due ladri e la ragazza si ritroveranno inseguiti da polizia e altri delinquenti.

## Produzione
Il film, diretto da Gene Quintano su una sceneggiatura di Donald E. Westlake e Leonard Maas Jr. con il soggetto dello stesso Westlake (autore del romanzo), fu prodotto da Marjorie Israël per la Epic Productions, la Sarlui/Diamant e la Trans World Entertainment e girato dal 14 novembre 1988.

## Distribuzione
Il film fu distribuito con il titolo Why Me? negli Stati Uniti dal 20 aprile 1990 al cinema dalla Triumph Releasing Corporation e per l'home video dalla RCA/Columbia Pictures Home Video.
Alcune delle uscite internazionali sono state:
- in Francia il 10 gennaio 1990 (Why me? Un plan d'enfer)
- in Germania Ovest l'8 febbraio 1990 (Warum gerade ich?)
- in Argentina il 31 maggio 1990 (Por qué yo?)
- in Spagna il 6 agosto 1990 (Barcelona)
- nel Regno Unito il 7 settembre 1990
- in Spagna il 21 gennaio 1991 (A mí que me registren)
- in Ungheria il 24 maggio 1991 (Bizánci tűz)
- in Portogallo il 26 giugno 1992 (Cilada de Loucos)
- in Polonia (Dlaczego ja?)
- in Norvegia (Hvorfor akkurat meg?)
- in Finlandia (Miksi juuri minä?)
- in Brasile (Por Que Eu?)
- in Svezia (Varför just jag?)
- in Italia (Perché proprio a me?)

## Critica
Secondo il Morandini "il modello è Un pesce di nome Wanda, ma è lontano, irraggiungibile. Mancano sia la finezza dello humour britannico, sia la buffoneria eversiva degli ex Python.".